# Hesperiden-Essig
Hesperiden-Essig ist eine österreichische Essigspezialität. Der 1927 erfundene reine Gärungsessig ist nach den Hüterinnen des Apfelhaines der Göttin Hera, den Hesperiden benannt und wird heute noch vom österreichischen Lebensmittelbetrieb Mautner Markhof produziert.
Rezeptur:
- 87 % Weingeistessig (Branntweinessig)
- 10 % Weinessig
- Apfelsaftkonzentrat
- Antioxidationsmittel E224 (Sulfit)
- Farbstoff E150 (Zuckercouleur)

Mit einem natürlichen Gärverfahren entsteht ein Essig mit 7,5 % Säure.
Er findet vorwiegend Verwendung bei der Zubereitung von Erdäpfel-(=Kartoffel-), Häuptel-(=Blatt-) und Gurkensalaten.